# Anomobryum subrotundifolium
Anomobryum subrotundifolium är en bladmossart som beskrevs av Magnus Spence och Helen Patricia Ramsay 2002. Anomobryum subrotundifolium ingår i släktet Anomobryum och familjen Bryaceae. Inga underarter finns listade i Catalogue of Life.